# Giochi della Francofonia
I Giochi della Francofonia (in francese: Jeux de la Francophonie) sono una manifestazione comprendente gare sportive e concorsi culturali a cui prendono parte i rappresentanti dei 53 paesi membri dell'Organizzazione Internazionale della Francofonia.

## Storia
L'istituzione dei Giochi della Francofonia è stata decisa in occasione del secondo Sommet de la Francophonie, tenutosi a Ville de Québec (Canada) nel 1987, e da allora si tengono ogni quattro anni. Costituiscono l'equivalente nel mondo francofono dei Giochi del Commonwealth per il mondo di lingua inglese e dei Giochi della Lusofonia per il mondo di lingua portoghese.
Il Canada vi partecipa con tre diverse squadre: una in rappresentanza del Québec (dove il francese è unica lingua ufficiale), una in rappresentanza del bilingue Nuovo Brunswick e una in rappresentanza del Canada come stato federale comprendente atleti provenienti dalle altre province canadesi. Il Belgio invece prende parte alla manifestazione con una sola squadra, alla quale però sono ammessi solo atleti provenienti dalla Comunità francofona del Belgio (Vallonia e Bruxelles).

## Edizioni
| Anno | Edizione                      | Città             | Nazione        | Date                     | Atleti (nazioni) |
| ---- | ----------------------------- | ----------------- | -------------- | ------------------------ | ---------------- |
| 1989 | I Giochi della Francofonia    | Casablanca, Rabat | Marocco        | 8 - 22 luglio            | 1,700 (39)       |
| 1994 | II Giochi della Francofonia   | Parigi            | Francia        | 5 - 13 luglio            | 2,700 (45)       |
| 1997 | III Giochi della Francofonia  | Antananarivo      | Madagascar     | 27 agosto - 6 settembre  | 2,300 (38)       |
| 2001 | IV Giochi della Francofonia   | Ottawa            | Canada         | 14 - 24 luglio           | 2,400 (51)       |
| 2005 | V Giochi della Francofonia    | Niamey            | Niger          | 7 - 17 dicembre          | 2,500 (44)       |
| 2009 | VI Giochi della Francofonia   | Beirut            | Libano         | 27 settembre - 6 ottobre | 2,500 (40)       |
| 2013 | VII Giochi della Francofonia  | Nizza             | Francia        | 6 - 15 settembre         | 2,700 (54)       |
| 2017 | VIII Giochi della Francofonia | Abidjan           | Costa d'Avorio | 21 - 30 luglio           | 4000 (49)        |
| 2023 | IX Giochi della Francofonia   | Kinshasa          | RD del Congo   | 28 luglio - 6 agosto     | 3000 (36)        |

## Sport
Atletica leggera : 1989, 1994, 1997, 2001, 2005, 2009, 2013
 Beach volley : 2001, 2009.
 Calcio : 1989, 1994, 1997, 2001, 2005, 2009, 2013
 Ciclismo : 2013
 Judo : 1989, 1994, 1997, 2001, 2005, 2009, 2013
 Pallacanestro : 1989, 1994, 1997, 2001, 2005, 2009, 2013
 Pallamano : 1994
 Pugilato : 1997, 2001, 2005, 2009, 2013
00 Sport disabili : 2001, 2009
 Tennis tavolo : 1994, 2001, 2005, 2009, 2013
 Tennis : 1997
 Lotta: 1994, 2005, 2013

## Partecipanti

### Stati e governi membri della Francofonia
| - Albania - Belgio - Vallonia - Benin - Bulgaria - Burkina Faso - Burundi - Cambogia - Camerun - Canada - Nuovo Brunswick - Québec - Capo Verde - Rep. Centrafricana - Ciad - Comore - RD del Congo - Rep. del Congo - Costa d'Avorio - Rep. Ceca | - Gibuti - Dominica - Egitto - Guinea Equatoriale - Francia - Gabon - Grecia - Guinea - Guinea-Bissau - Haiti - Laos - Libano - Lituania - Lussemburgo - Macedonia del Nord - Madagascar - Mali - Mauritania - Mauritius | - Moldavia - Monaco - Marocco - Nigeria - Polonia - Romania - Ruanda - Saint Lucia - São Tomé e Príncipe - Senegal - Seychelles - Slovacchia - Slovenia - Svizzera - Togo - Tunisia - Vanuatu - Vietnam |

### Paesi associati
| - Armenia | - Cipro | - Ghana |

### OsservatorI
| - Austria - Croazia - Rep. Ceca - Georgia | - Ungheria - Lituania - Mozambico - Polonia | - Serbia - Slovacchia - Slovenia - Ucraina |

## Palmarès
Aggiornato ai giochi del 2017
| Posiz. | Nazione                       | Oro | Argento | Bronzo | Totale |
| ------ | ----------------------------- | --- | ------- | ------ | ------ |
| 1      | Francia                       | 212 | 158     | 129    | 499    |
| 2      | Canada                        | 87  | 85      | 123    | 295    |
| 3      | Marocco                       | 65  | 83      | 69     | 217    |
| 4      | Romania                       | 64  | 43      | 46     | 153    |
| 5      | Québec                        | 21  | 26      | 48     | 95     |
| 6      | Senegal                       | 25  | 32      | 40     | 97     |
| 7      | Tunisia                       | 16  | 31      | 40     | 87     |
| 8      | Fédération Wallonie-Bruxelles | 13  | 16      | 29     | 58     |
| 9      | Camerun                       | 13  | 23      | 42     | 78     |
| 10     | Egitto                        | 18  | 16      | 21     | 55     |